# エリー・コーネル
エリー・コーネル（Ellie Cornell, 1963年12月15日 - ）はアメリカ・ニューヨーク州ロングアイランドグレンコーヴ出身の女優・映画プロデューサー・監督。

## 来歴
1986年にフロリダ州のロリンズ大学を卒業後、いくつかのテレビシリーズで小さな役を演じた後、1988年に『ハロウィン4 ブギーマン復活』でレイチェル・カラザースで出演。翌年に製作されたシリーズ5作目の『ハロウィン5 ブギーマン逆襲』でも同役を演じている。
1990年に映画プロデューサーのマーク・ゴットウォルドと結婚し映画界から姿を消していたが、後に映画会社Mindfire Entertainmentの共同創始者となり、98年に同社で製作された『Free Enterprise』で復帰。ちなみにこの作品で彼女は製作総指揮も務め、2000年に出演した『MIS II　メン・イン・スパイダー2』でも製作総指揮を務めている。
そのほかの代表作に2003年の『ハウス･オブ･ザ･デッド』の女警官キャスパー役があり、2005年にテレビ映画として製作された続編にも出演。以降もホラーの出演作が多い。
2008年にホラー映画『Prank』で監督デビューも果たした。
また、2人の娘を持つ母親でもある。

## フィルモグラフィー
| 製作年 | 邦題 原題                                                           | 役名                  | 備考           |
| ------ | ------------------------------------------------------------------- | --------------------- | -------------- |
| 1988   | 愛されちゃって、マフィア Married to the Mob                         | レポーター            |                |
| 1988   | ハロウィン4 ブギーマン復活 Halloween 4: The Return of Michael Myers | レイチェル･カラザース |                |
| 1989   | ハロウィン5 ブギーマン逆襲 Halloween 5                              | レイチェル･カラザース |                |
| 2000   | MIS II メン・イン・スパイダー2 The Specials                         | リンダ                | ノークレジット |
| 2003   | ハウス・オブ・ザ・デッド House of the Dead                          | キャスパー            |                |
| 2005   | ウエスト・オブ・ザ・デッド All Souls Day: Dia de los Muertos        | サラ・ホワイト        |                |
| 2005   | ハウス・オブ・ザ・デッド2 House of the Dead 2                       | ジョーダン･キャスパー | テレビ映画     |
| 2006   | ゾンビ・ナース Room 6                                               | サラ                  |                |